# Ian Parrott
Ian Parrott (Streatham (Londres), 5 de març, 1916 - Aberystwyth (País de Gal·les.), 4 de setembre, 2012), va ser un prolífic compositor i escriptor anglo gal·lès. Les seves distincions inclouen el primer premi de la Royal Philharmonic Society pel seu poema simfònic Luxor, i encàrrecs de la BBC i la Universitat Yale, i per a molts músics britànics destacats. El 1958, el seu concert per a cor anglès es va interpretar per primera vegada al Festival de Cheltenham, i el 1963 el seu concert per a violoncel va ser donat per William Pleeth i l'Orquestra Hallé.

## Primers anys
Ian Parrott, primer va estudiar al Royal College of Music. Va ser un estudiós de música al "New College d'Oxford" de 1934 a 1937, on va estudiar viola amb André Mangeot, i es va doctorar el 1940. El servei de guerra amb el "Royal Corps of Signals" durant la Segona Guerra Mundial el va portar a Egipte.

## Trajectòria
Després de la guerra, Parrott es va convertir en professor a la Universitat de Birmingham des de 1946 fins a 1950. Després d'aproximadament 1951, les composicions de Parrott es van veure profundament influenciades pel seu interès pel paisatge i la cultura gal·lesa, quan va ser nomenat "Gregynog Chair of Music" a Aberystwyth fins que es va retirar el 1983. ,
El 1955, Parrott es va convertir en membre fundador del Gremi per a la Promoció de la Música Gal·lesa. Aquell any va reviure el Festival Gregynog, celebrat originalment des de 1933 fins a 1938 pels mecenes Gwendoline i Margaret Davies. El va acabar l'any 1961, però el festival, reanimat l'any 1988, ha continuat.
Entre els escrits de Parrott hi ha The Spiritual Pilgrims, un llibre sobre les germanes Davies. També va escriure un llibre sobre Elgar per a la sèrie Mestres Músics. Parrott va ser elegit vicepresident de la Societat Elgar l'any 1973. També va ser vicepresident de la "Peter Warlock Society". Parrott va escriure un estudi sobre la música de piano de Cyril Scott. El 1994, va publicar "The Crying Curlew" per al centenari de Peter Warlock. La seva autobiografia Parrottcisms va aparèixer l'any 2003. Va morir a Aberystwyth i el seu funeral es va celebrar a l'església de St Padarn, Llanbadarn Fawr, on el 1985 va donar un vitrall titulat "Music in Praise of the Lord".
Parrott va compondre cinc simfonies, quatre òperes i moltes obres de cambra.

## Obres seleccionades
Per conèixer els seus treballs, aneu al seu arxiu de la Viquipèdia anglesa.